# Сластенин, Владимир Владимирович
Влади́мир Влади́мирович Сласте́нин (род. 25 октября 1959, Куйбышев, Куйбышевская область, РСФСР, СССР) — российский политик. Председатель Правительства Республики Ингушетия с 26 марта 2020 (временно исполняющий обязанности с 27 января по 26 марта 2020)

## Биография
В 1984 году стал заведующим отделом Октябрьского районного комитета комсомола города Куйбышев. Затем ста первым секретарем Октябрьского районного комитета комсомола города Куйбышев. С 1986 года работал в должности первого секретаря Куйбышевского обкома комсомола.
С 5 января 1991 года до 1997 года был управляющим филиалом Волго-Камского коммерческого банка. После слияния Волго-Камского коммерческого банка в 1997 с КБ «Газбанк» В. Сластенин стал главой нового офиса. Затем работал вице-президентом ОАО "КБ «Солидарность». С 2015 г. стал главой Департамента финансов и экономического развития г. Самары. С 2016 г. работал первым вице-мэром города Самары.
Затем перешёл на работу в Правительство Республики Ингушетия первоначально в должности вице-премьера.
С 27 января по 26 марта 2020 — временно исполняющий обязанности, а с 26 марта 2020 — Председатель Правительства Республики Ингушетия.

## Награды
- Медаль ордена «За заслуги перед Отечеством» II степени (23 ноября 2023 года) — за достигнутые трудовые успехи и многолетнюю добросовестную работу[3]